# 埃爾哈特E-V/4

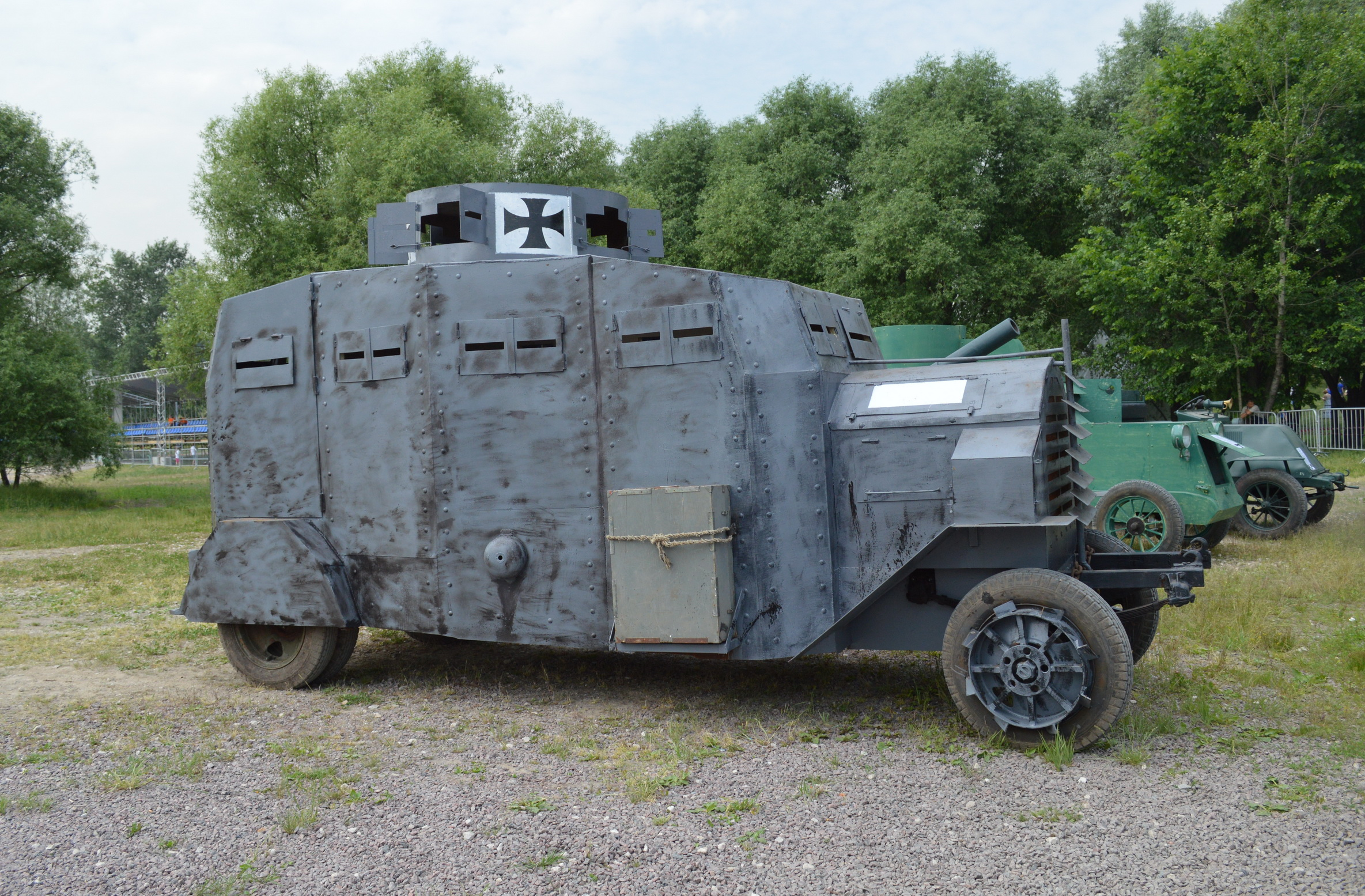
保存至今的展覽品

埃爾哈特E-V/4裝甲車是德國二戰前研發用於輕度戰鬥和警務的裝甲車。

## 歷史[1]
一戰的德國裝甲車最初是由卡車底盤改裝，這些車輛統稱為Ballon Abwehr Kanonen（BAK）但只有少量生產。當年比利時是第一個用Minerva裝甲車示範其戰爭潛力的國家，德國步兵和騎兵有時會被區區幾輛裝甲車所壓制，德國陸軍在這些案例中遭受了一些教訓後，決定生產自己的裝甲車，但沒有任何實際經驗之下，他們找到了汽車製造公司埃爾哈特、戴姆勒和Büssing，三家並各自訂購了一輛原型裝甲車。
1915年原型車交貨，他們決定壓倒比利時所以放棄了比國用小型汽車改裝的路徑，做出了更大更重型的甲車，配上特製發動機，其中最大的是Büssing這種車輛使用了雙槍佈局，至少可以構成戰術無間隙的掃射火網。埃爾哈特和戴姆勒的設計非常相似。兩者都將發動機放在前面，被裝甲包圍防護，後部有一個大盒狀車身，頂部有一個砲塔或圓頂出口操作機槍。所有三輛車都有8或9名組員，攜帶至少3挺機槍的武器，最大裝甲厚度為9毫米。
這三個原型車被組成一個戰車排並首先發送到波羅的海，然後發送到西線戰場，然而表現並不理想，車輛最終改部署在東部前線的俄羅斯戰線，在那裏由於機動力而發揮了一些比傳統武器高的效果，德國決定訂購更多車輛，埃爾哈特獲選再建造20輛，量產型車輛比1915年的原始車減輕1.72噸，這些車輛在1917年被命名為Panzerkampfwagen Ehrhardt並強化正面裝甲，這些車輛被派往東部戰線並在那裡服役，直到1917年末戰鬥結束其中兩輛參加了對抗羅馬尼亞的小型戰鬥，但是在戰場上並沒有突破羅馬尼亞防線，戰果不多。
此後這些車被留在德國擔任內部警務職務，他們在這個角色中還算成功，在1919年政府訂購生產了另外20輛。事實上EV/4被認為是非常合用於警務，因為它的高度使它能夠超越人群之上並為警察部隊提供更好的控制騷亂視野，直到二次大戰這些車輛還在德國內部服務。事實證明在戰爭史的發展中裝甲車是一個實用武器趨勢，所以1918年後德國還一度因為車輛產能不夠追上需求而使用擄獲的裝甲車。